# Island Lake South (Alberta)
Ne doit pas être confondu avec Island Lake (Alberta).
Island Lake South est un village d'été (summer village) du Comté d'Athabasca, situé dans la province canadienne d'Alberta.

## Démographie
En tant que localité désignée dans le recensement de 2011, Island Lake South a une population de 72 habitants dans 34 de ses 65 logements, soit une variation de -31,4 % avec la population de 2006. Avec une superficie de 0,629 7 km2, Island Lake South possède une densité de population de 114,340 2 hab/km2 en 2011.
Concernant le recensement de 2006, Island Lake South abritait 105 habitants dans 44 de ses 76 logements. Avec une superficie de 0,629 7 km2, le village d'été possédait une densité de population de 166,7 hab/km2 en 2006.
| 2001 | 2006 | 2011 | 2016 |
| ---- | ---- | ---- | ---- |
| 71   | 105  | 72   | 61   |